# Hutarimbaru (Barumun)
Hutarimbaru is een bestuurslaag in het regentschap Padang Lawas van de provincie Noord-Sumatra, Indonesië. Hutarimbaru telt 1650 inwoners (volkstelling 2010).